# 洞雲寺 (常滑市)
洞雲寺（とううんじ）は、愛知県常滑市にある西山浄土宗の寺院。山号は「御嶽山」（みたけざん）。本尊の阿弥陀如来坐像は平安末期の作とされ常滑市指定文化財である。知多四国霊場：第62番の札所、知多西国三十三所霊場：第13番の札所、法然上人知多二十五霊場：第12番の札所。「むねなで大師」や蓮の寺としても知られる。

## 歴史
弘治元年（1555年）4月8日に善海法師が開基。1537年、「御嶽三百坊」と称された高讃寺が織田氏と今川氏の兵火にあった際、難を逃れるために仏像などを池や田畑に埋めた。後に池を改浚した際に阿弥陀如来座像が見つかり、これを本尊として洞雲寺が創建されたという。
- 平成22年5月21日 - 猫の姿をした「寧護大師（ねこだいし）」が奉納される。作者は小澤康麿。
- 平成22年7月14日 - 吉祥・瑞兆とされる「双頭蓮」が開花。
- 平成26年2月18日 - 「おもてなし観音」が建立される。

## 文化財
常滑市指定文化財
- 木造阿弥陀如来坐像 鎌倉初期

## 所在地
- 愛知県常滑市井戸田町2-37